# Quartier Saint-Job
Pour la section de Brecht en province d'Anvers, voir Saint-Job-in-'t-Goor.
Le quartier Saint-Job (en néerlandais : Sint-Jobwijk) ou Carloo est un quartier ucclois (Bruxelles, Belgique) s'articulant autour de la place Saint-Job et de l'église Saint-Job, non loin des quartiers du Fort Jaco, du prince d'Orange, Vivier d'Oie, Dieweg, Observatoire royal de Belgique et du Plateau Avijl. Il comporte notamment une école maternelle, une école primaire, et un club d'escalade.
Carloo est le nom du hameau et de l'ancienne seigneurie qui correspond au quartier.

## Les châteaux de Carloo Saint-Job
Ce quartier comprend un ancien hameau appelé "Carloo", qui a abrité plusieurs châteaux dits de "Carloo". De la première décennie du XIIIe siècle jusque vers 1790, les seigneurs de Carloo ont possédé une vaste propriété en ce lieu. Leurs châteaux successifs, aujourd'hui disparus, étaient localisés sous l'actuelle place de Saint-Job.

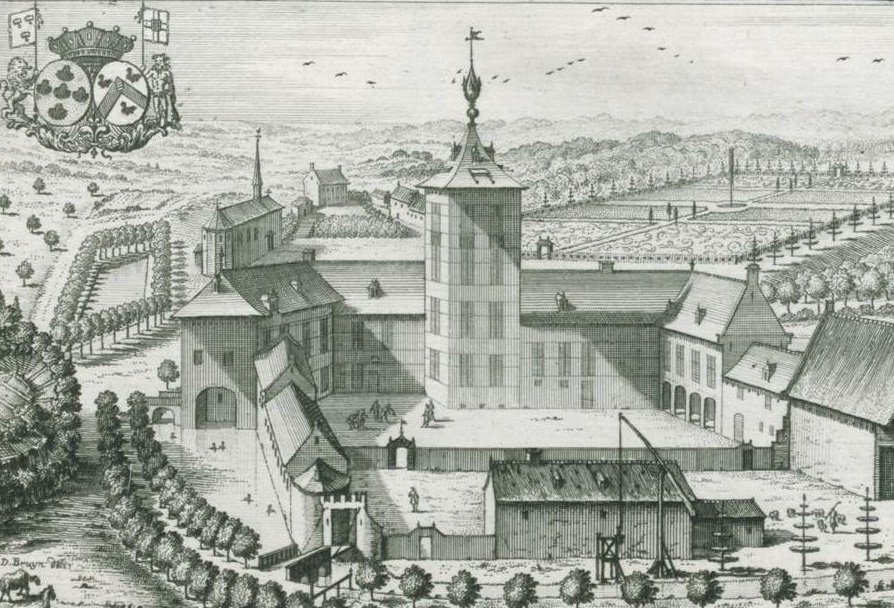
Ancien château des seigneurs de Carloo.

Le premier château de Carloo fut construit en ce lieu par Thierry van den Heetvelde au cours du XVIe siècle. Détruit en juin 1665, il fut aussitôt reconstruit et inauguré en mars 1668. Une campagne de fouilles du Service des Monuments et Sites a permis de retrouver quelques fondations de ces châteaux en 1998.
Vers 1770, le jeune baron de Carloo, Jean Joseph Philippe van der Noot, semble avoir rasé le château de l'époque pour s'offrir un édifice plus moderne de style néoclassique, construit par l'architecte parisien Barnabé Guimard en 1772. Ce château fut pillé et incendié vers 1790, lors de la révolution brabançonne. Longtemps abandonnées, les ruines finirent par être rasées avant 1819. Les douves furent ensuite comblées vers 1860, tandis que la place actuelle de Saint-Job fut aménagée en 1910. Des fouilles entreprises par le Service des Monuments et Sites en 2012, avant la construction du bassin d'orage de la place Saint-Job, ont permis de retrouver les fondations de ce dernier château.
Au XVIIIe siècle, une longue drève fut ouverte pour relier le château à la chaussée de Waterloo. Elle est devenue aujourd'hui l'avenue du Prince de Ligne.

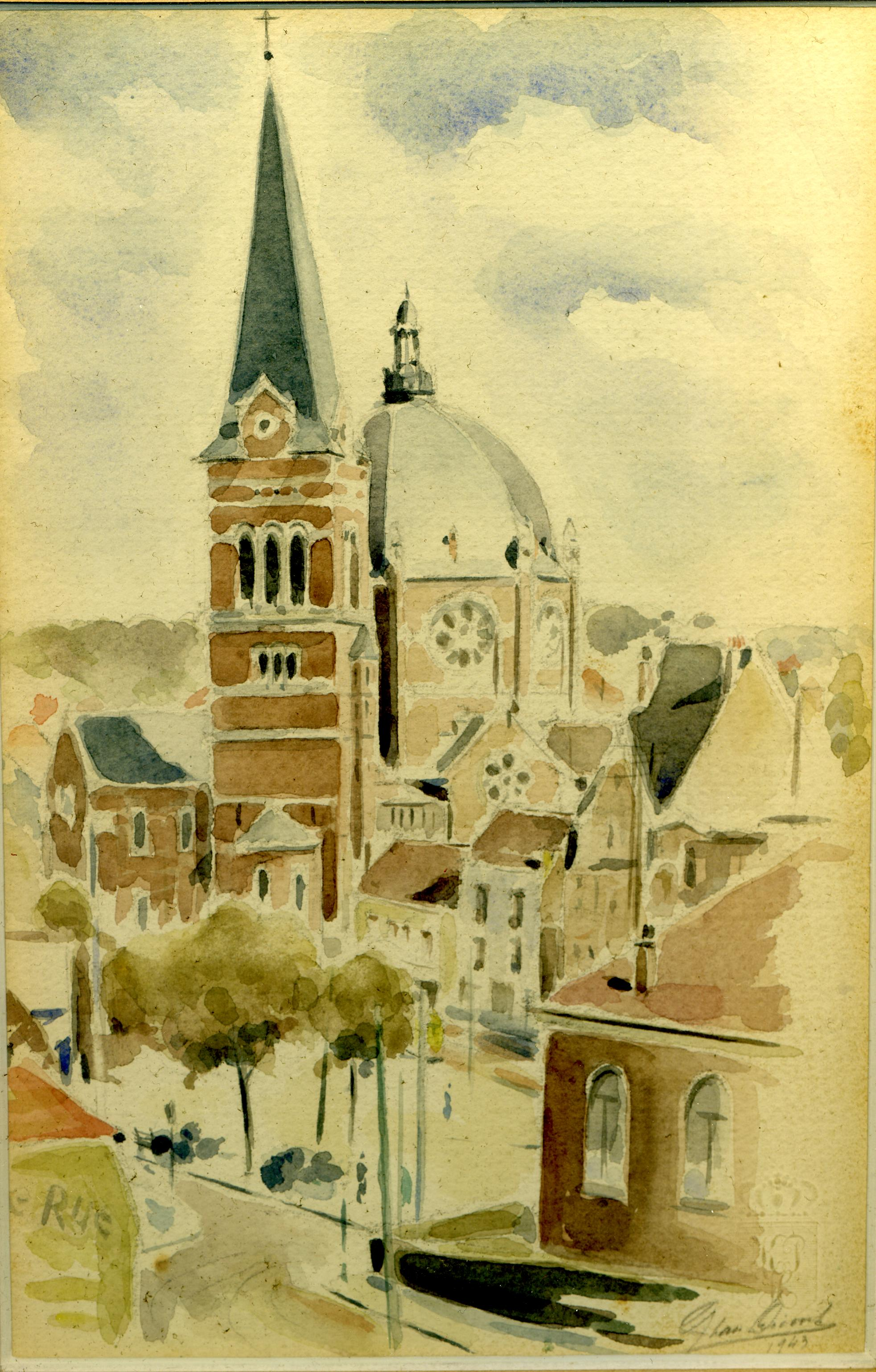
Église Saint-Job à Uccle, aquarelle par Léon van Dievoet, 11 juin 1943.

Au début du XXe siècle, une propriété située plus au sud fut également surnommée château de Carloo, mais elle n'est pas à confondre avec les premiers châteaux de la place Saint-Job. Située entre les rues du Vieux Moulin et Jacques Pastur, cette vaste propriété de 11 hectares comportait une grande maison de campagne, à laquelle on accédait par une drève depuis la chaussée de Waterloo : l'actuelle drève de Carloo. Le bâtiment fut agrandi plusieurs fois et était connu, au début du XXe siècle, sous le nom de "château de Carloo" ou encore de son propriétaire : le "château Brifaut", appartenant au banquier bruxellois Léonce Brifaut (1846-1920), qui avait acquis la propriété dès 1880. À son décès, la propriété fut héritée par sa fille, Lucienne Brifaut, épouse d'Albert Carton de Wiart. La propriété fut ensuite démantibulée en deux temps : en 1920, avec la création de l'avenue Fond'Roy, coupant la propriété en deux et ouvrant l'urbanisation de toute la partie Est jusqu'à la chaussée de Waterloo, avec transformation de la drève de Carloo en rue à proprement parler ; en 1952, la vente des 7 derniers hectares de la propriété, en vue de leur lotissement, conduisit à la destruction du château et à la création de l'avenue Orbaix, puis du Vallon d'Ohain et de l'avenue d'Andrimont.

## Honneur
L'astéroïde (12339) Carloo porte le nom de Carloo, en honneur du quartier.